# Plank Jenő
Plank Jenő (Pozsony, 1890. augusztus 9. – Budapest 1974. november 11.) vegyészmérnök, egyetemi tanár, dékán, a Magyar Tudományos Akadémia tagja, az analitikai kémia szaktekintélye

## Életútja
Plank Rudolf és Ganser Terézia fia. Egyetemi tanulmányait vegyészmérnöki szakon, 1908-1912-ig a József Műegyetemen végezte. Oklevele megszerzése után rövid ideig a Magyaróvári Magyar Királyi Gazdasági Akadémia mellett önállóan működő Országos Növénytermelési Kísérleti Intézetben dolgozott Magyaróváron. Később visszatért a József Műegyetemre, ahol kezdetben tanársegédként, majd adjunktusként Ilosvay Lajos mellett az Általános Kémia tanszéken dolgozott. 1919-től a Kémiai Technológiai, 1921-1928 között az Elektrokémiai tanszéken tevékenykedett. 1928-ban rk. tanári címet nyert. 1930-ban visszatért az Általános Kémia tanszékre, amelyet attól kezdve, az akkor már erősen betegeskedő Ilosvay mellett ő vezetett. Ilosvay elhunyta után 1936-tól 1949-ig a tanszék vezető professzora volt. 1945 után két cikluson keresztül volt a Műegyetem gépész- és vegyészmérnöki karának dékánja.
A főváros 1944-1945. évi ostroma végén a kémiai tanszék szinte romokban hevert. Az újjáépítés gyors megszervezésével, igen áldozatos és kitartó tevékenységével segítette az oktatás beindítását. Tanszéke jelentős oktatási feladatokat látott el. A vegyészmérnökök képzése mellett ugyanis e tanszék feladata volt az összes többi mérnökhallgató, így a gépészmérnökök, kultúrmérnökök és építészmérnökök kémiai tanítása is. E feladatokat két évtizeden át nagy felkészültséggel és kiváló pedagógiai érzékkel látta el.
1915. szeptember 30-án Budapesten házasságot kötött Doloviceny Gyula és Buzássy Terézia lányával, Paula Máriával (1892–1968).

## Tudományos munkája
Oktatói elfoglaltsága mellett jelentős tudományos tevékenységet fejtett ki. Hazai viszonylatban úttörő volt a gázvizsgálat, gázelemzés terén végzett munkássága, foglalkozott gázok belső súrlódásának, viszkozitásának meghatározásával, speciális gázpipetták kifejlesztésével. Analitikai kutatásai során figyelme a mikro- és csepp-módszerekre irányult. A hidrogén-peroxid (H2O2) kimutatására, a cérium (Ce), az arany (Au) és a cink (Zn) meghatározására is dolgozott ki eljárásokat. Alapkutatásai során korróziós kérdésekkel is foglalkozott. 1921 és 1943 között ellátta a Magyar Chemiai Folyóirat szerkesztői teendőit is. 1945-ben választották meg a Magyar Tudományos Akadémia levelező tagjának (1949-től tanácskozó tag, 1989-ben tagságát helyreállították).
Plank professzor 1949-ben nyugdíjba vonult és 1974. november 11-én Budapesten hunyt el.